# 로버트 파스토렐리
로버트 파스토렐리(영어: Robert Pastorelli 로버트 패스토렐리[*], 1954년 6월 21일 ~ 2004년 3월 8일)는 미국의 배우이다.

## 사망
2004년 3월 8일, 캘리포니아 할리우드힐스의 자택에서 죽어있는 채로 발견되었다. 주사기와 숟가락, 백색 분말이 들어 있는 가방이 시체 근처에서 발견되었고, 모르핀의 과다 섭취에 의한 중독으로 사망한 것으로 발표되었다. 파스토렐리는 1999년에 권총으로 자살했다고 하는 연인에 대한 살인 혐의가 걸려 있었다. 당시 수사에서 그녀의 손뿐만 아니라 파스토렐리의 손에도 권총을 쏜 흔적이 남아 있던 것으로 밝혀졌기 때문에, 타살을 의심한 여성의 가족이 재수사를 요청하였고 수사가 진행되고 있는 동안에 파스토렐리 본인도 갑작스런 죽음을 맞았다.

## 출연 작품
- 쿨! (2005)
- 남태평양 (2001)
- 베이트 (2000)
- 스카치와 우유 (1998)
- 뱀파이어 (1998)
- 요술쟁이 아나벨 (1997)
- 마이클 (1996)
- 이레이저 (1996)
- 살인 음모 (1993)
- 시스터 액트 2 (1993)
- 스트라이킹 디스턴스 (1993)
- 푸른 골짜기 (1993)
- 그 아버지에 그 아들 (1992)
- 늑대와 춤을 (1990)
- 머피 브라운 (1988)
- 레이디 스카페이스 (1988)
- 스프릿 (1987)
- 비버리 힐스 캅 2 (1987)
- 포춘 (1987)
- 캘리포니아 걸 (1985)
- 결혼 환상곡 (1984)
- 레밍턴 스틸 (1982)